# Ecología Política Feminista (EPF)
La Ecología Política Feminista (EPF) es un campo de estudio que une la ecología política al feminismo, la cual estudia los conflictos ambientales, destacando el papel de las mujeres en la defensa del medio ambiente bajo la corriente del ecofeminismo. Esta corriente crítica es una praxis que deriva de la interseccionalidad de luchas feministas, movimientos socioambientales y resistencias de resistencias de pueblos originarios, mayormente de América Latina.
Cuestiona las estructuras de poder que perpetúan las desigualdades de género, clase, etnia y raza en relación con el acceso, uso, poder y control de los recursos naturales. Es una corriente que irrumpe con una perspectiva feminista que demanda una epistemología y metodología propia. Está dirigida a las nociones modernas que han normalizado las desigualdades como las dicotomías naturaleza-cultura y público-privado. Busca la deconstrucción radical de estas categorías para visibilizar las relaciones de poder que atraviesan la producción de conocimientos y prácticas sociales vinculadas al medio ambiente y la ecología.

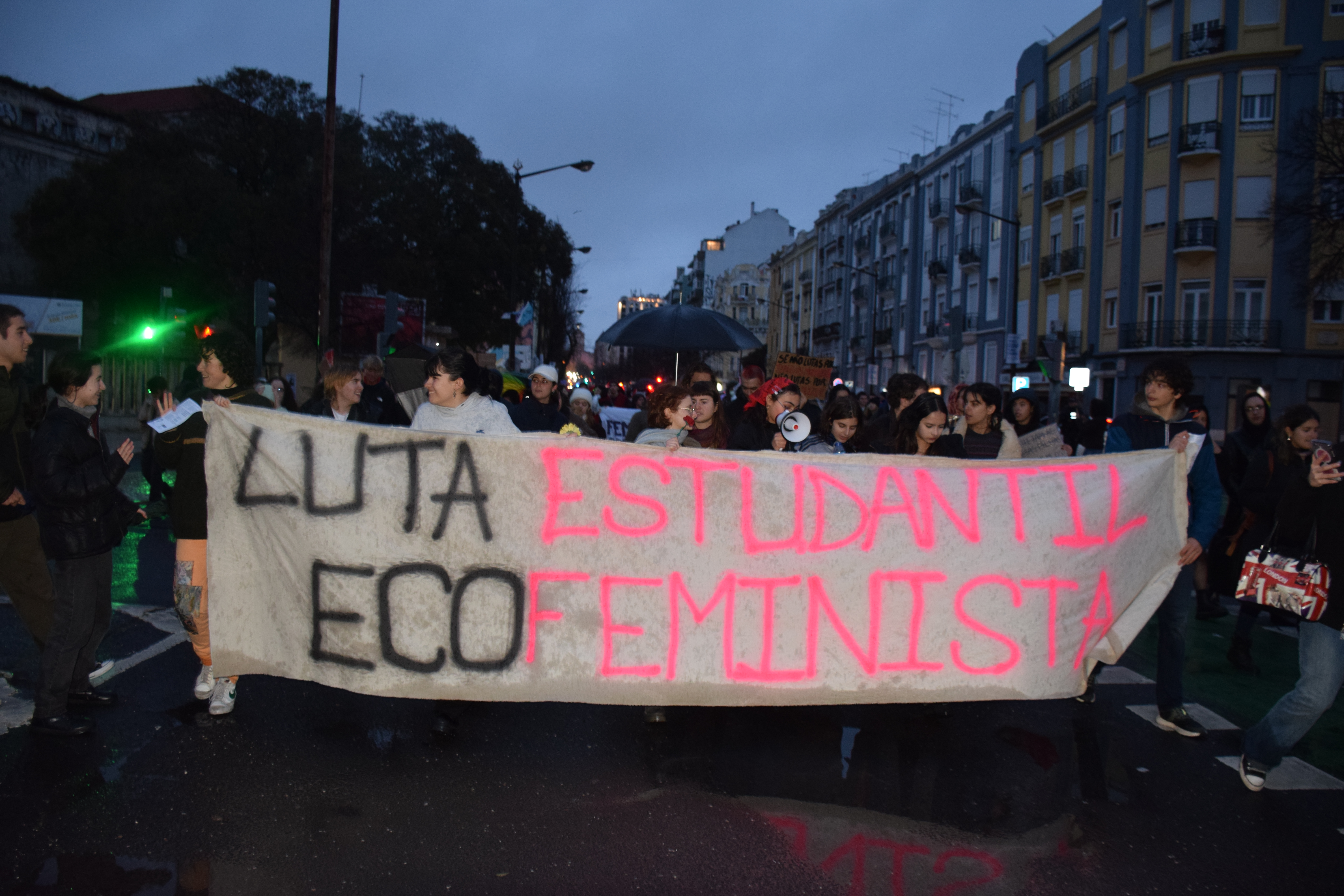
Lucha Ecofeminista.

Está influenciada por los ecofeminismos, especialmente Sudamericanos, los cuales han hecho una crítica al modelo del desarrollo extractivista y al colonialismo epistémico. Los ecofeminismos construyen la apertura a un diálogo crítico y proyectan el camino para que sea global. Por otro lado, también está asociada a las luchas de los pueblos originarios reconociendo la interseccionalidad entre género, etnia y territorio debido a que las mujeres indígenas se enfrentan a una carga de discriminación por ser mujeres y por pertenecer a pueblos originarios. Se busca construir alternativas al modelo de desarrollo hegemónico, promoviendo la justicia y la equidad tanto de género como ambiental.

## Historia y fundamentos
Con las profundas transformaciones que afectan a las economías, los entornos y las culturas a escala mundial y local como consecuencia de la industrialización y la globalización, es necesario estudiar los vínculos entre medio ambiente, género y desarrollo. El EPF rechaza la idea de que las diferencias entre los sexos en su relación con el medio ambiente sean naturales o biológicas, y las atribuye en cambio a construcciones sociales del género, que varían según la cultura, la clase social, la identidad racial y el contexto geográfico, y que evolucionan con el tiempo, dependiendo del individuo y de la sociedad.
El concepto surgió en el ámbito académico con la publicación del libro seminal Feminist Political Ecology: Global Issues and Local Experiences, editado por Dianne Rocheleau, Barbara Thomas-Slayter y Esther Wangari. Este libro reúne las aportaciones de la geografía feminista, la ecología política y el conocimiento situado del Sur global, en particular de África, América Latina y el Caribe. Surgió en diálogo con el ecofeminismo, en particular rechazando sus tendencias esencialistas y promoviendo un enfoque materialista, interseccional y político de la relación entre género y medio ambiente. Sitúa el cuerpo en el centro del análisis de las injusticias medioambientales, desafiando así el enfoque dominante de la ecología tradicional, que privilegia las escalas macroestructurales y desatiende lo vivido y lo situado.
Desde una perspectiva constructivista, se subraya que el vínculo entre mujeres y medio ambiente es resultado de una división sexual del trabajo impuesta socialmente, donde las tareas de cuidado recaen mayoritariamente en las mujeres. Esta realidad explica por qué las mujeres, en muchos contextos, lideran luchas socioambientales, aunque estas suelen ser invisibilizadas, criminalizadas o violentamente reprimidas. Las desigualdades de género se reproducen incluso dentro de los espacios ecologistas, donde las voces masculinas siguen teniendo mayor visibilidad y legitimidad. Frente a estas lógicas, las propuestas feministas defienden el reconocimiento de las emociones y los afectos como formas válidas de conocimiento, necesarias para una comprensión más compleja de las relaciones entre personas, territorios y naturaleza .

### Desarrollo latinoamericano propio de la ecología política feminista
La Ecología Política Feminista Latinoamericana (EPFLA) no puede reducirse a una simple variante regional de la EPF. Tiene una trayectoria autónoma, estrechamente enraizada en los contextos sociohistóricos, las resistencias territoriales y las luchas populares específicas del continente latinoamericano. No se trata de un proceso de difusión de conocimientos desde el Norte (también conocido como Occidente) hacia el Sur, sino de un desarrollo teórico y político nacido de las dinámicas críticas internas de la región. 
Se basa en una rica tradición de activismo feminista, ecológico y comunitario, llevado a cabo en particular por movimientos de mujeres indígenas, negras, campesinas y populares. Lo que lo distingue es su arraigada conexión entre experiencia vivida, conocimiento situado y prácticas en defensa de la vida frente al extractivismo, la militarización y la violencia estructural estatal. Uno de los conceptos centrales de este movimiento es el de cuerpo-territorio, desarrollado en particular por Lorena Cabnal dentro de los feminismos comunitarios. Este concepto establece un vínculo directo entre los ataques a los cuerpos, en particular los de las mujeres y las personas racializadas, y las formas de desposesión o destrucción medioambiental de los territorios.
Adopta una postura epistemológica y política decididamente anticolonial. Se inscribe en una crítica radical de la colonialidad del poder, concepto ampliamente inspirado por Silvia Rivera Cusicanqui y debatido por los límites del marco decolonial tal y como suele teorizarse en los círculos académicos globalizados que denuncia. Como tal, rechaza cualquier intento de subsumir sus contribuciones bajo paradigmas importados, afirmando la especificidad de sus prácticas, lenguajes y horizontes políticos.

## Metodología
La metodología adopta una postura crítica frente al conocimiento dominante, en particular el transmitido por las llamadas políticas medioambientales neutrales, al revelar su carácter androcéntrico y colonial. Así, los métodos de investigación cualitativa privilegiados incluyen relatos de vida, entrevistas semiestructuradas y el análisis de historias orales, como herramientas para reconstruir las experiencias corporales, afectivas y políticas de las mujeres involucradas en la gestión comunitaria de recursos, la resistencia al extractivismo y las prácticas de cuidado ecológico.
Esta investigación también se basa en un análisis multisituado, atento a las territorialidades específicas, y en el análisis de las alianzas transnacionales y epistémicas entre colectivos de mujeres, investigadores y profesionales. En un contexto latinoamericano marcado por la creciente feminización de las luchas medioambientales, a menudo a costa de una violencia extrema contra activistas como Berta Cáceres o Marielle Franco, esto pone de relieve el papel central desempeñado por las mujeres en la resistencia a la crisis socioecológica. Frente a un enfoque más teórico y dominante, las epistemologías del Sur hacen hincapié en las raíces prácticas de las luchas, destacando las experiencias concretas, locales y colectivas protagonizadas por mujeres. Este enfoque metodológico se basa en el diálogo entre el conocimiento activista y el académico, utilizando herramientas como las metodologías participativas y la investigación-acción, heredadas de pensadores latinoamericanos como Paulo Freire y Orlando Fals-Borda. Ayuda a reinterpretar conceptos clave como interseccionalidad, agencialidad y multiescalaridad, anclándolos en dinámicas locales concretas. Abre así el camino a una ecología política feminista concebida desde y para América Latina, que busca reducir la brecha entre teoría y práctica, pero también entre conocimiento científico y experiencia vivida
Concede un lugar central a la visualización crítica (cartografías feministas, cartografías contrahegemónicas) y a las prácticas o narrativa transmedia (cuadernos de campo ilustrados, producciones narrativas colectivas), consideradas no sólo como herramientas analíticas, sino también como actos políticos en sí mismos, capaces de desafiar las hegemonías cognitivas y de valorar formas del llamado otro conocimiento. Esta orientación metodológica coincide plenamente con los planteamientos adoptados en el estudio realizado en Fredonia, donde las autoras valoran los saberes situados de las mujeres rurales, al tiempo que critican la invisibilización institucional de sus prácticas de cuidado del agua y de la tierra.
Por ejemplo, para conocer y visibilizar las prácticas de cuidado ecológico que realizan las comunidades rurales en torno al maguey pulquero, planta simbólica y nutritiva del estado de Hidalgo, Soto Alarcón, Diana Xóchitl González Gómez, Araceli Castañeda y Guillermo González Luis adoptaron una metodología de investigación-acción participativa enraizada en la EPF y la economía comunitaria. Ante la degradación de los ecosistemas, la erosión de los conocimientos locales y la marginación de las mujeres en las políticas de desarrollo, los investigadores trabajaron en colaboración con grupos de productores de varias localidades (San Gabriel Azteca Zempoala, San Andrés Daboxtha Cardonal, Singuilucan). Recolectaron datos de campo a través de observaciones, discusiones y la construcción conjunta de conocimiento. El análisis se basa en el concepto de comunidades cuidadoras, colectivos híbridos comprometidos con el cuidado y la regeneración socioecológica. El objetivo de esta metodología es documentar, fortalecer y politizar estas prácticas, produciendo un conocimiento crítico y situado que sea sensible a las relaciones de género, las dinámicas de poder y las realidades territoriales, en respuesta a los límites del desarrollo dominante.

## Ejes conceptuales

### Poder y género
En lo que respecta al género, ciertas perspectivas provenientes del ecofeminismo y la ecología política feminista sostienen que el vínculo de las mujeres con el medio ambiente se basa en una conexión esencial o sagrada entre las mujeres, la naturaleza y las tareas de cuidado. Según la filósofa Alicia Puleo, ésta es la llamada corriente espiritualista dentro del ecofeminismo, que podría ilustrarse con el discurso de Vandana Shiva. Esta última parece querer revalorizar lo femenino frente a una clasificación dualista resultante del heteropatriarcado, que tiende a asociar lo femenino con la naturaleza, la emoción y lo privado, y a subordinarlo a lo masculino, la cultura, la razón y lo público, en una lógica de oposición.
Por otra parte, cabe destacar que a pesar del contraste, uno de los pilares fundamentales es el análisis de las relaciones de poder a través del género como un eje central en la articulación de relaciones de poder en los ámbitos económicos, políticos y medioambientales. El género opera como un superbonificador que estructura y articula las dinámicas de poder. Tomando esta perspectiva, se rechaza todas estas narrativas las cuales esencializan y asocian a las mujeres como guardianas naturales del medio ambiente, analizando los discursos que las han llegado a vincular de una manera ahistórica. Enfatizando en la comprensión de cómo las desigualdades de género influyen en el control de los recursos naturales, de igual manera se propone analizar la participación en la toma de decisiones frente a las diversas injusticias socioambientales. 

### EPF laica y espiritual
Desde esta perspectiva, se cuestionan fuertemente las narrativas que presentan a las mujeres como guardianas naturales del medio ambiente, al evidenciar cómo estos discursos esencialistas y ahistóricos reproducen estereotipos patriarcales.
La EPF laica y espiritual se diferencia de ciertas corrientes ecofeministas espiritualistas, que asocian a las mujeres con la naturaleza sobre la base de una esencia femenina vinculada al cuidado, la fertilidad o la Madre naturaleza. Estos planteamientos esencialistas han sido criticados desde una perspectiva de un ecofeminismo laico y crítico que aboga por desnaturalizar el vínculo entre mujeres y naturaleza y rechaza las asociaciones esencializadas basadas en el cuidado, la fertilidad o la Madre Tierra. Este enfoque, desde una epistemología y metodología feministas, permite evidenciar cómo la subordinación de las mujeres y de otros grupos no privilegiados está profundamente vinculada con la crisis ecológica. Estas narrativas, al establecer vínculos ahistóricos y biologicistas, reproducen estereotipos patriarcales. En cambio, se defiende una perspectiva que analiza cómo el género, como categoría social construida, condiciona el acceso diferencial a los recursos, el trabajo de cuidados, y la participación en los conflictos e injusticias socioambientales.

### Justicia medioambiental
Crítica las relaciones geopolíticas del conocimiento, modelos de desarrollo, estrategias de conservación verde y los discursos sobre el medio ambiente maltusianos. Se destaca este enfoque en los múltiples efectos de la colonialidad sobre los ecosistemas y los cuerpos, señalando así las desigualdades de raza, clase y sobre todo de género. Entrelazándose en contextos de despojo ambiental y explotación. También propone un análisis de justicia medioambiental y sus luchas, enlazando la justicia social , de género y racial. Varios de los conceptos son esenciales para poder comprender la defensa de la vida, siendo impulsadas por mujeres y comunidades racializadas, estos conceptos son “zonas de sacrificio”, “apoyo a la vida”, y sobre todo “territorio-cuerpo”. 

### Crítica anticolonial
Este concepto aporta una crítica anticolonial basada en diversas autoras, tales como Silvi Rivera Cusicanqui, en este enfoque se cuestiona la separación ontológica entre la naturaleza y el ser humano, oponiéndose a logísticas extractivistas impuestas por el poder y la colonialidad. Tomando esta perspectiva, no solo se cuestiona y critica la colonialidad del poder, sino que se posiciona en contra del neoextractivismo y la militarización, sugiriendo la desarticulación de las estructuras de dominación, las cuales perpetúan en la explotación de territorios y cuerpos. Sugiriendo opciones diversas basadas en la autonomía, ética y defensa integral de los territorios. 

## Impactos y experiencias generalizadas
La EPF ha puesto de manifiesto que las repercusiones en el entorno no son imparciales; más bien, afectan distinto a hombres y mujeres, lo que agrava las desigualdades ya existentes. Las mujeres, sobre todo las de pueblos originarios y zonas rurales, se topan con mayores peligros y pesos en situaciones de deterioro ambiental y disputas socioecológicas.
Las controversias ambientales han mostrado consecuencias y reacciones diferentes entre hombres y mujeres, lo cual es crucial para analizar las vivencias desde una perspectiva de género en los conflictos socioambientales.  Dichas autoras resaltan que las mujeres no solo padecen los efectos ambientales, sino que también son figuras clave al defender los territorios y crear opciones sustentables.
En este panorama, las mujeres idearon varias formas de oponerse y organizarse ante las amenazas al medio ambiente. En palabras de Ulloa, las mujeres han jugado un papel primordial en la defensa territorial y ambiental, tomando roles centrales en movimientos sociales y promoviendo prácticas agroecológicas y de cuidado del entorno. Tales acciones buscan tanto proteger los recursos naturales como asegurar la continuidad de la vida y el bienestar comunitario.
No obstante, las mujeres tropiezan con muchos obstáculos al participar en los procesos de toma de decisiones ambientales. Por ejemplo, las mujeres indígenas sufren la interseccionalidad de distintas discriminaciones lo cual limita su acceso a posiciones de poder y su habilidad para influir en las políticas ambientales. Esta situación refleja la necesidad de impulsar una mayor inclusión y reconocimiento de las voces femeninas en la gestión ambiental.

## Formas de agencia y resistencia
Las formas de agencia y resistencia se expresan a través de múltiples estrategias colectivas. Estas prácticas no son homogéneas, y varían con los contextos locales específicos. 

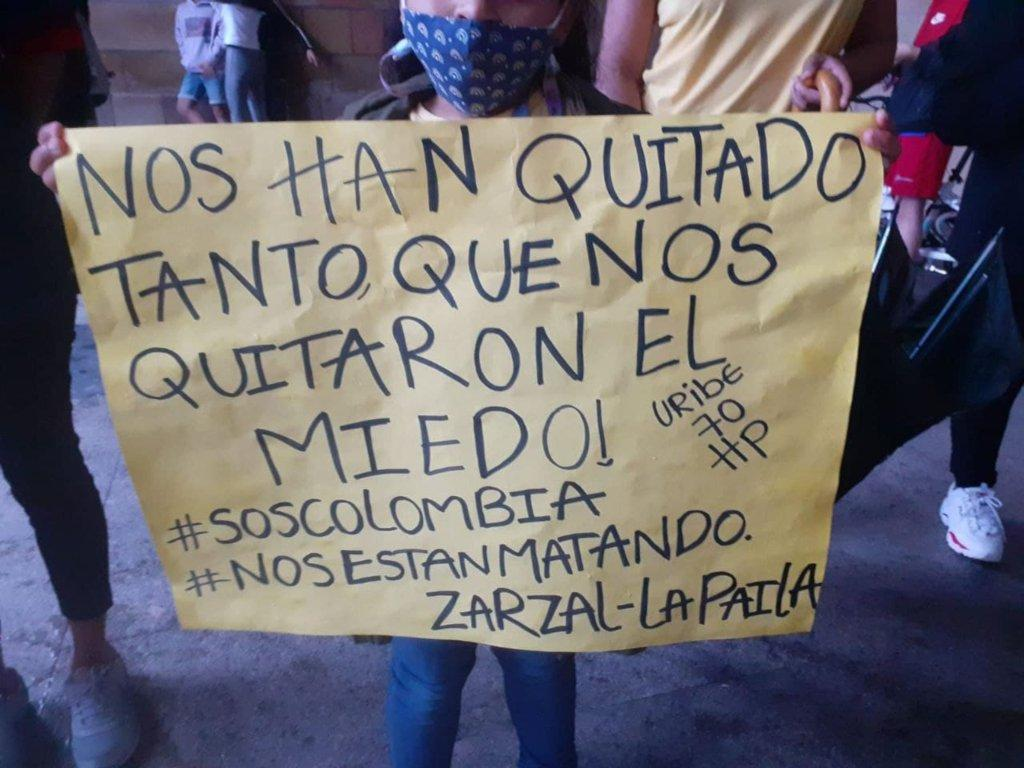

Entre las expresiones más visibles de esta agencia colectiva se encuentran las prácticas comunitarias como las ollas populares, las asambleas barriales y las primeras líneas durante el Paro Nacional de Colombia en 2021, donde comunidades organizadas respondieron de manera autogestionada a la represión estatal y a la precarización de la vida. Estas acciones han sido reconocidas como formas de cuidado colectivo y resistencia activa frente a la violencia estructural. Asimismo, existen redes feministas de autogestión que han desarrollado mecanismos alternativos para garantizar el acceso a recursos esenciales como el agua, la salud, la alimentación y la autonomía reproductiva, particularmente en territorios marginados. Investigadoras como Erika Meneses-Granados han documentado cómo estas redes permiten a las mujeres afrontar los efectos del despojo y la falta de políticas públicas desde una lógica de cuidado y sostenibilidad de la vida.  
Un rasgo distintivo de la ecología política feminista es su capacidad para articular luchas intersectoriales entre movimientos indígenas, afrodescendientes, campesinos, ambientalistas, LGBTQI+ y juventudes urbanas. Esta articulación fortalece las resistencias territoriales y corporales frente a megaproyectos extractivos, militarización, desplazamiento forzado y violencia patriarcal, al tiempo que promueve alianzas solidarias que cuestionan las jerarquías sociales. Estas formas de resistencia se manifiestan también a través del uso de medios alternativos de producción y difusión de conocimientos. 

## Conceptos clave: extractivismo, territorio y sostenibilidad de la vida

### Territorio
Constituye un concepto fundamental, este concepto es utilizado por movimientos sociales como lo es el Estado. A pesar de tener fines distintos como el instrumentalizar para despolitizar las luchas territoriales  para poder diluir las demandas políticas en diversos discursos administrativos, mientras que por otro lado los movimientos emplean este término para poder reivindicar y defender los derechos. En este sentido, diversos enfoques críticos que han sido desarrollados por autoras como Lorena Cabnal y el Colectivo Miradas Críticas definen al territorio como un espacio vinculado al cuerpo de una manera profunda, no sólo como un espacio físico, sino como un espacio simbólico. En una relación cuerpo-territorio, reconociendo factores culturales, políticos y afectivos de la defensa territorial ligado a las experiencias corporales, desde las perspectivas de las mujeres y pueblos originarios. 

### Extractivismo
Este término no solo es limitado a la explotación de recursos minerales, hidrocarburos o minería, sino que también este término abarca a los sistemas agrarios denominados como “verdes”, incluyendo el ecoturismo y las prácticas de protección ambiental, las cuales bajo la visión y lógicas capitalistas, generan dinámicas de despojo y apropiación de los recursos naturales. Este modelo extractivo se basa, en gran medida, en la captación de valor basado en el trabajo de las mujeres no remunerado, particularmente en labores como la reproducción social, el cuidado, maternar, las cuales han sido sistemáticamente invisibilizadas en las economías formales. De igual manera la violencia de género se define tanto como una condición estructural la cual habilita la expansión del extractivismo, al vulnerabilizar los cuerpos feminizados y sus territorios, siendo esto una consecuencia directa de las dinámicas extractivistas, intensificando las violencias interseccionales y las desigualdades. 

### Militarización y seguridad
La militarización y la seguridad son términos y componentes los cuales son claves para el sostén del extractivismo dentro del régimen de la seguridad patriarcal. Este tipo de políticas privilegian la seguridad y la protección de ciertos cuerpos socialmente normativizados como lo son: los hombres cisgéneros, grupos racializados como blancos y los sectores de clase media. Mientras que a su vez se reprimen y criminalizan a los cuerpos feminizados y racializados. La justificación de la militarización la cual se encuentra bajo el argumento del poder garantizar la “seguridad” para poder reprimir y desarticular las resistencias sociales y territoriales. Esta realidad se ha manifestado en diversos territorios como Montes de María y el Parque Tayrona, donde las comunidades defensoras sufren de violencia sistemática y son objeto de estigmatización. 

## Dimensiones contemporáneas: críticas y desafíos internos
Hoy en día, se enfrenta a desafíos que reflejan tanto su consolidación como su institucionalización. Por un lado, con su desarrollo, se ha producido una recuperación institucional de las epistemologías del Sur, lo que ha permitido visibilizar saberes situados y experiencias históricamente marginadas. Sin embargo, diversas autoras advierten sobre el riesgo de una apropiación académica o institucional de la EPF desconectada de las luchas concretas de los territorios lo que era el objetivo principal de este movimiento. Diana Ojeda, por ejemplo, critica cómo ciertos discursos ecologistas pueden volverse hegemónicos, diluyendo la radicalidad política y relacional de estas propuestas cuando se alejan de los movimientos sociales que les dieron origen. En este contexto, varias investigadoras y activistas subrayan la necesidad de una perspectiva interseccional que articule las relaciones entre género, clase, raza, colonialidad, y también entre lo humano y lo no humano. Esto implica repensar nociones clave como territorio, seguridad, salud y valor, desde perspectivas situadas que contemplen los vínculos afectivos, históricos y políticos con el entorno. 
La pandemia de COVID-19 intensificó múltiples formas de violencia estructural, especialmente hacia las mujeres, los cuerpos feminizados y racializados, y los territorios en disputa. Durante el Paro Nacional en Colombia en 2021, el uso de gases lacrimógenos fue denunciado como una forma de violencia química y biológica, utilizada contra comunidades ya afectadas por una crisis respiratoria global. Frente a estas dinámicas, se ha recurrido al concepto de “política de la muerte” es decir la necropolítica, utilizado por activistas como Francia Márquez, para describir las formas de gobernanza que ponen en riesgo sistemático la vida de ciertas poblaciones. 

## Nuevos enfoques

### Metodologías y formas de expresión
Un nuevo enfoque que toma esta corriente es el arte, pues su utilización permite extender el lenguaje político más allá de espacios académicos tradicionales, permitiendo así el acceso a más personas. Esto se puede ver en  cómics, como Caminos Condenados, en donde se utilizan recursos visuales y narrativos para abordar problemáticas socioambientales; en cocina con el Recetario de sabores lejanos, ya que la cocina funge como fuente de conocimiento y resistencia política, así como es una forma de preservación cultural; y en enciclopedias gráficas como Belicopedia, que utilizan formatos gráficos para documentar y difundir conocimientos políticos y sociales.  
Así mismo, el arte funciona como herramienta epistemológica, es decir, produce conocimiento y cuestiona las relaciones de poder. Existen prácticas inspiradas en la Investigación Acción Participativa (IAP), pero con un enfoque feminista, tales como la corpoescritura (escritura que incorpora el cuerpo como espacio de conocimiento y resistencia, desafiando las dicotomías entre mente y cuerpo, teoría y práctica) la cual se puede observar en performances, danza o escritura experimental; también se encuentra la oralidad, pues este tipo de transmisión es valorada como una forma legítima de conocimiento y resistencia, especialmente en comunidades que han sido históricamente marginadas.

### Salud de los ecosistemas o ecosalud
En cuanto al área de salud, la ecología política feminista plantea que la salud humana, medioambiental y animal están interrelacionadas y no pueden abordarse de manera aislada, pues la salud ecosistémica es inseparable de la justicia social y ambiental, reconociendo que las afectaciones al medio ambiente impactan directamente en la vida y bienestar de las comunidades humanas y no humanas.

### Ecoespiritualidad
Finalmente se encuentra la ecoespiritualidad, la cual propone un sentipensar la Tierra; entiende el vínculo entre cuerpo, mente y territorio como una relación integral y afectiva. La autora Karen Odriozola de la Garza plantea que esta perspectiva invita a abrirse a una ecología política que no solo sea racional, sino también sensorial y emocional. Es decir, es una política que reconoce la importancia de las emociones y la espiritualidad en la relación con la Tierra y en las luchas por la justicia ambiental.
La ecoespiritualidad busca reconocer la interdependencia entre seres humanos, otros seres vivos y el territorio, al igual que fortalecer vínculos comunitarios y procesos colectivos que transforman las relaciones de poder desde una perspectiva feminista y decolonial.  

## Autoras Reconocidas
- Diana Ojeda - Es una referente de la geopolítica feminista, la ecología política y los estudios de la ciencia y la tecnología en el análisis de despojo de tierras, destrucción socioecológica y la violencia estatal en Colombia.

- Francia Márquez - Vicepresidenta de Colombia, siendo la segunda mujer en ocupar este cargo y la primera de origen afrocolombiano. Ha sido reconocida por su lucha por el medio ambiente y los derechos de las comunidades afrodescendientes.

- Lorena Cabnal -  Una de las figuras más influyentes en la articulación entre feminismo, territorio y cuerpo en América Latina
- Melissa Moreano - Reconocida por su trabajo académico y activismo en torno a los conflictos socioambientales y la justicia ecológica igualmente en Latinoamérica.
- Sofía Zaragocin - Sus investigaciones abordan los cruces entre feminismos, ambientalismos y racismos desde una perspectiva decolonial.

- Carmen Diana Deere y Magdalena León - Pioneras en el análisis de la cuestión agraria desde una perspectiva de género en América Latina.

- Denisse Roca-Servat y Mina Lorena Navarro Trujillo - Investigadoras que han profundizado en la relación entre género, agua y extractivismo en América Latina.